# Атлантически акулоопашат скат
Атлантически акулоопашат скат (Rhinobatos lentiginosus) е вид акула от семейство Rhinobatidae. Видът е почти застрашен от изчезване.

## Разпространение и местообитание
Разпространен е в Мексико (Веракрус, Кампече, Морелос и Юкатан), Никарагуа и САЩ (Джорджия, Луизиана, Северна Каролина, Тексас, Флорида и Южна Каролина).
Обитава крайбрежията и пясъчните дъна на морета, заливи и рифове.

## Описание
На дължина достигат до 76 cm.